# Андрієвка (Абдулинський міський округ)
Андрі́євка (рос. Андреевка) — село у складі Абдулинського міського округу Оренбурзької області, Росія.

## Населення
Населення — 35 осіб (2010; 80 у 2002).
Національний склад (станом на 2002 рік):
- росіяни — 93 %